# Episodi di Chicago Med (seconda stagione)
La seconda stagione della serie televisiva Chicago Med, composta da 23 episodi, è stata trasmessa sul canale statunitense NBC dal 22 settembre all'11 maggio 2017.
In Italia la stagione è andata in onda dal 1º marzo al 2 agosto 2017 sul canale pay Premium Stories. In chiaro è trasmessa dal 13 luglio al 31 agosto 2018 su Italia 1.
| nº | Titolo originale     | Titolo italiano         | Prima TV USA      | Prima TV Italia |
| -- | -------------------- | ----------------------- | ----------------- | --------------- |
| 1  | Soul Care            | Terapia dell'anima      | 22 settembre 2016 | 1º marzo 2017   |
| 2  | Win Loss             | Equilibrio delicato     | 29 settembre 2016 | 8 marzo 2017    |
| 3  | Natural History      | Storie di famiglia      | 6 ottobre 2016    | 15 marzo 2017   |
| 4  | Brother's Keeper     | Custode di mio fratello | 13 ottobre 2016   | 22 marzo 2017   |
| 5  | Extreme Measures     | Misure estreme          | 20 ottobre 2016   | 29 marzo 2017   |
| 6  | Alternative Medicine | Cura alternativa        | 27 ottobre 2016   | 5 aprile 2017   |
| 7  | Inherent Bias        | Conflitti               | 3 novembre 2016   | 12 aprile 2017  |
| 8  | Free Will            | L'escamotage            | 10 novembre 2016  | 19 aprile 2017  |
| 9  | Uncharted Territory  | Territori inesplorati   | 5 gennaio 2017    | 26 aprile 2017  |
| 10 | Heart Matters        | Problemi di cuore       | 12 gennaio 2017   | 3 maggio 2017   |
| 11 | Graveyard Shift      | Turno di Notte          | 19 gennaio 2017   | 10 maggio 2017  |
| 12 | Mirror Mirror        | Specchio specchio       | 2 febbraio 2017   | 17 maggio 2017  |
| 13 | Theseus' Ship        | Paradossi               | 9 febbraio 2017   | 24 maggio 2017  |
| 14 | Cold Front           | Fronte freddo           | 16 febbraio 2017  | 31 maggio 2017  |
| 15 | Lose Yourself        | Perdersi                | 2 marzo 2017      | 7 giugno 2017   |
| 16 | Prisoner's Dilemma   | Problemi di coscienza   | 9 marzo 2017      | 14 giugno 2017  |
| 17 | Monday Mourning      | Lunedì di lutto         | 16 marzo 2017     | 21 giugno 2017  |
| 18 | Lesson Learned       | Lezione imparata        | 30 marzo 2017     | 28 giugno 2017  |
| 19 | Ctrl Alt             | Hackers                 | 6 aprile 2017     | 5 luglio 2017   |
| 20 | Generation Gap       | Generation Gap          | 13 aprile 2017    | 12 luglio 2017  |
| 21 | Deliver Us           | Il dramma di una madre  | 27 aprile 2017    | 19 luglio 2017  |
| 22 | White Butterflies    | Farfalle bianche        | 4 maggio 2017     | 26 luglio 2017  |
| 23 | Love Hurts           | L'amore fa male         | 11 maggio 2017    | 2 agosto 2017   |

## Terapia dell'anima

### Trama
Il dottor Rhodes ha ereditato la gestione del reparto di chirurgia cardiotoracica, ma dovrà affrontare un periodo di prova per riuscire a diventare un vero professionista. Al suo fianco c'è il dottor Latham, il quale, creerà diversi problemi a Connor. Sarah Reese è rimasta senza lavoro e lavora come barista, ma accetterà l’offerta di specializzazione in psichiatria da parte del dottor Charles. Il dottor Choi, invece, prende il posto del dottor Rhodes diventando il nuovo capo del pronto soccorso, ma fin da subito ha dei problemi con tutti gli altri colleghi. Intanto, Natalie e Will dovranno curare una paziente incinta che è rimasta coinvolta in un incidente d'auto. Sono costretti ad eseguire alla fine un cesareo d'emergenza sulla donna, per tentare di salvare la vita al figlio. Will è geloso per il rapporto tra la dottoressa Manning e il nuovo dottore tirocinante al 4 anno, Jeff Clarke, ex vigile del fuoco e grande amico del suo ex marito defunto. Infatti dopo una serata passata insieme finiscono a letto. April deve curarsi per almeno 5 mesi per il problema della tubercolosi e ha paura di contagiare il suo fidanzato.

## Equilibrio delicato

### Trama
L'episodio apre con Natalie a casa di Jeff. Due casi complessi che coinvolgono due bambini malati potrebbero avere un sorprendente legame e verranno gestiti rispettivamente da Connor e da Natalie .Intanto, Will si ritrova a dover condividere spazio e paziente con Jeff, un uomo senza fissa dimora. Choi invece dovrà fare i conti con se stesso, le proprie paure ed il passato che in qualche modo continua a tormentarlo. Il Navy è ancora presente nei suoi pensieri, ma dovrà anche occuparsi di alcuni pazienti legati alla violenza di gruppo che ha portato alla morte del militare. Intanto Will non riesce ad avere i soldi per l'assicurazione dell'ospedale come medico e mette un annuncio per cercare un coinquilino. Natalie continua a fare sesso con Jeff.

## Storie di famiglia

### Trama
È sabato, e Will è stato invitato a una festa di famiglia di Maggie dove conosce Denise, la sorella di Maggie, la quale subito dopo fa un incidente da sola in macchina. Viene portata in ospedale in quanto la ragazza dice che non ci vede più. Di lei si occupa Will. Nel frattempo un indonesiano si presenta all’ospedale con una misteriosa malattia. Will scopre solo in seguito che Denise è una transgender e che ha un cancro alla prostata.  Reese e Charles affrontano un insolito caso di gravidanza, mentre Connor esegue un intervento a cuore aperto senza il consenso di Latham. Natalie e Jeff continuano a vedersi di nascosto da tutti, ma all'ospedale Maggie e altri colleghi si accorgono che c'è qualcosa tra di loro. Will, invece, è sempre più interessato da Nina, la patologa del Chicago Med.

## Custode di mio fratello

### Trama
Diversi pazienti sono afflitti dalla stessa rara infezione e questo spinge l’epidemiologa Robyn, figlia del dottor Charles, a cercare un collegamento tra i vari casi. Tra il dottor Charles e sua figlia Robyn non c'è più un grande affetto, Robyn è rancorosa nei confronti del padre per via che ha divorziato anni addietro da sua madre. Choi e Rhodes si prendono cura di un uomo anziano molto malato, ma si trovano davanti a un conflitto sulla terapia da adottare scoppiato tra suo figlio e la sua giovane fidanzata. Nel frattempo, la dottoressa Reese cerca di aiutare un giovane tossicodipendente che nasconde un terribile segreto e Maggie si prende cura di una paziente in coma che le sta a cuore. Nel frattempo Will sembra si sia scordato di Natalie e sta insieme alla patologa, Nina.

## Misure estreme

### Trama
Un incidente alla maratona di Chicago lascia una vittima in condizioni molto gravi e mette alla prova la tempra di Will, April e Noah, che esegue un difficile intervento. Nel frattempo, la dottoressa Manning tratta una bambina di 8 anni che soffre di un’improvvisa perdita dell'udito. Ethan si occupa di Olga, una anziana signora malnutrita, ma dovrà chiedere aiuto al Dr. Charles per una valutazione del caso. Nel frattempo, la signora Goodwin deve prendere decisioni sulla sua vita personale.

## Cura alternativa

### Trama
Natalie torna a occuparsi di Hayley e delle sue tragiche condizioni. Sarah viene contattata da Danny, il giovane tormentato di due episodi precedenti, e si rivolge al Dottor Charles e alla detective Lindsay per risolvere la sua difficile situazione. Choi cura una giovane paziente che fa esperimenti su se stessa deglutendo piccoli oggetti metallici. Connor si vede costretto, confrontandosi con Latham e con Will, a imparare ad affidarsi anche dell’istinto. Nel frattempo, una scienziata in erba e i suoi amici impressionano Ethan e Natalie con il loro laboratorio di bioingegneria.

## Conflitti

### Trama
Un amore giovanile della Goodwin arriva con dei disturbi in ospedale causando tensioni tra Sharon, il dottor Choi e la dottoressa Manning. Halstead cerca di mettere le sue finanze in ordine. Il dottor Charles tenta di evitare un intervento chirurgico che Rhodes ritiene necessario, mentre Sarah continua invece ad aiutare Danny, April si fidanza e accetta di sposare il fidanzato e Rhodes conosce la figlia del dottor Charles ed entrambi si sentono attratti l'uno dall'altra. Nina chiede a Will se vuole andare a vivere da lei e lui accetta. Danny scappa dall'ospedale e Sarah e il Dottor Choi lo cercano per tutta la notte senza però trovarlo.

## L'escamotage

### Trama
Halstead e la dottoressa Manning curano un paziente che ha bisogno di un trapianto di rene, il fratello è compatibile ma è HIV positivo. Nel frattempo, April scopre di essere incinta, ma la tubercolosi è tornata e che la terapia potrebbe danneggiare il feto. La dottoressa Reese scopre che Danny, il suo paziente, è morto. Un’adolescente viene curata per una sua condizione genetica, anche se la madre iperprotettiva si oppone. Rhodes e la figlia di Charles iniziano a piacersi per davvero, ma il Dottor Charles è contrario a questa unione e lo fa capire a tutti e due provocando l'ennesima lite tra lui e la figlia. Alla fine della puntata c'è una festa a casa di Nina e Will dove naturalmente sono presenti tutti i colleghi dell'ospedale.

## Territori inesplorati

### Trama
Due lottatori della MMA arrivano al Chicago Med in cattive condizioni. Nel frattempo il dottor Charles e la dottoressa Reese discutono su un paziente che ha bisogno di un trapianto di cuore. Manning chiede aiuto a Rhodes quando si trova di fronte un paziente con problemi respiratori. April nel frattempo scopre che i suoi timori sull'effetto dei farmaci sono reali e Tate prende in considerazione che forse dovrebbe abortire, ma lei è cattolica ed è contro l'aborto.  Jeff invece decide di rivelare a Natalie un segreto di alcuni anni fa e cioè che aveva rivelato a suo marito Jeff che gli piaceva Natalie, spingendo la donna a prendere le distanze da lui.

## Problemi di cuore

### Trama
La dottoressa Manning viene convocata dai suoi superiori dopo la morte del paziente dell'episodio precedente e ne risentirà ancora di più il rapporto ormai logoro con Jeff. L'agente di polizia che ha arrestato Maggie viene portata al Chicago Med in gravi condizioni. Nel frattempo, il dottor Halstead si occupa di un fantino con un disturbo alimentare. Il dottor Rhodes si trova di fronte di nuovo a Meghan, la paziente che ha bisogno di un trapianto di cuore, ma che gli rivela che ha avuto una ricaduta nel bere. Alla fine riceverà quel cuore nuovo.

## Turno di notte

### Trama
La dottoressa Reese deve affrontare un turno di notte molto duro. Inoltre, Sharon chiama il dottor Rhodes, il quale era a cena fuori con la figlia del Dottor. Charles, Robin, all'ospedale per operare d'urgenza un Panda dello Zoo di Chicago con un problema cardiaco. Naturalmente è stata opera del dottor Choi che fa il volontario in questo zoo.  Il dottor Latham confessa al dottor Charles di avere una patologia che non riesce a esternare i sentimenti, per lui è tutto bianco o nero, non ha vie di mezzo, praticamente ha la sindrome di Asperger. Tate chiede ad April di rallentare i suoi ritmi di lavoro.

## Specchio specchio

### Trama
Manning e Charles curano un paziente e alla figlia vengono diagnosticati gli stessi sintomi. Nel frattempo, il dottor Choi e Jeff curano un paziente, ma la situazione diventa pericolosa. Il dottor Halstead è seguito da un cameramen per un video promozionale per l’ospedale. Il dottor Latham rivela al dottor Rhodes che recentemente gli è stata diagnosticata la sindrome di Asperger.

## Paradossi

### Trama
Il dottor Rhodes e il dottor Latham vanno fuori città per eseguire una rara procedura medica. La dottoressa Manning tratta un giovane paziente affetto da cancro; Charles e la Reese trattano una donna che ha un disturbo della personalità rimasta ferita a causa di un incidente stradale. Intanto Nina chiede a Will se è mai stato insieme a Nathalie, perché lei gli rivela con quanti medici è stata.

## Fronte freddo

### Trama
Una bufera di neve causa un incidente dove sono coinvolte molte macchine. Questo porta a un sovraffollamento di pazienti al Chicago Med. Un paziente con gravi ustioni ha un’ultima richiesta ovvero di vedere la moglie, ma morirà prima. Un altro, molto agitato, crea gravi problemi nella sala d'attesa e se ne prenderà cura il dottor Charles.

## Perdersi

### Trama
Il dottor Rhodes è sotto pressione per mantenere in vita un paziente vittima di un incidente che ha avuto una grande risonanza sui media, purtroppo senza successo. È precipitato da un grattacielo di 33 piani. April riceve una notizia terribile, ha perso il bambino. La dottoressa Manning e il dottor Choi curano un paziente paraplegico e scoprono che sta assumendo un trattamento sperimentale per cercare di curare la sua paralisi.

## Problemi di coscienza

### Trama
La dottoressa Manning si occupa di una giovane donna in coma e scopre che è incinta. Questa ragazza è stata violentata nella clinica dove si trovava in stato vegetativo, pertanto viene subito chiamata l'intelligence. I genitori della ragazza, dopo aver scoperto che la figlia è incinta, non vogliono che i dottori procedano con l'aborto. Reese tratta una giovane adolescente ricoverata in una struttura psichiatrica. Rhodes e Latham operano una bambina di 8 anni che ha accusato un malore al cuore mentre era in volo, mentre il dottor Choi, Jeff e in seguito April, si prendono cura della madre della bimba che si è sentita male all'ospedale. La donna che è una cittadina ecuadoriana ha ingerito alcuni palloncini di cocaina accettando di diventare un corriere della droga per salvare sua figlia. April rientra al lavoro subito dopo l'aborto e rivela che le cose tra lei e Tate non sono più uguali a prima. Inoltre, tutti i suoi colleghi cercano di darle un conforto morale, ma lei sembra non gradire. Alla fine della serata, mentre Rhodes e Latham sono al pub, Latham gli rivela che ha cambiato opinione su di lui in questi mesi ed è onorato di lavorare con lui.

## Lunedì di lutto

### Trama
Il dottor Wheeler arriva in ospedale e come tutti i giorni saluta i colleghi, solo che stavolta sale sul terrazzo e poi si toglie la vita buttandosi, sconvolgendo tutti i medici del Chicago Med. Ognuno dei medici reagirà a fine della giornata alla sua maniera. Choi e Halstead discutono su come curare un giovane paziente che ha dei sintomi simili a un ictus. Manning deve curare un ragazzo caduto nel fiume e che rischia il congelamento. April decide di lasciare Tate.

## Lezione imparata

### Trama
Halstead cerca di salvare la vita della sua insegnante di medicina, la dottoressa Rowan, ma alla fine morirà e Nathalie cercherà di confortare Will. Rhodes discute con il padre di un ragazzo che deve essere sottoposto a un intervento rischioso. Nel frattempo dice a Robyn che la vuole presentare a sua sorella. Maggie si comporta in maniera aggressiva mentre addestra una nuova infermiera, Monique. Sarah continua a pensare al suicidio del dottor Wheeler e non riesce a essere lucida.

## Hackers

### Trama
Il sistema informatico dell’ospedale viene bloccato da un hacker che chiede il pagamento di un riscatto, la Goodwin non è d'accordo al pagamento e quindi i medici sono costretti a fare le diagnosi senza l'aiuto della tecnologia. Intanto la Goodwin riceve la visita inaspettata del suo ex marito, la sua nuova ragazza ha avuto un incidente ed è stata portata al Chicago Med. Choi e Noah devono individuare un proiettile all'interno di un paziente. Reese teme che Charles voglia tagliarla fuori da psichiatria. Rhodes è preoccupato dalla strano comportamento di Robin, la quale appare assente ed è fissata con i topi.

## Generation Gap

### Trama
I medici si occupano di questioni familiari. Halstead chiede aiuto a Rhodes per via di suo padre, ha dei problemi cardiaci, ma non si vuole ricoverare. Alla fine si sente male e sarà proprio Connor a operare il padre di Will. Alla fine l'operazione va bene. Il padre di Will chiede scusa a suo figlio per aver dubitato di lui in tutti questi anni, si viene a sapere che Will si è pagato da solo tutte le spese dell'università. Manning tocca con mano cosa vuol dire essere una madre che lavora. Rhodes e Charles parlano dello strano comportamento di Robin, lei crede che intorno a lei ci siano i topi. Alla fine Robin acconsente di farsi visitare. In ospedale arriva un 17 enne che vorrebbe ricorrere alla castrazione chimica, perché ha tentato di sedurre tutte le ragazze bionde che incontra. Di lui si occupa il dottor Choi, ma il ragazzo scappa al controllo degli infermieri e viene trovato nella saletta di una ragazza bionda. Il dottor Choi tenta di prenderlo, ma lui si chiude nel bagno e si taglia da solo il pene. Reese e Noah si conoscono meglio lavorando insieme e Noah le confida che la sta guardando con occhi diversi che da amici. Nina comincia ad essere gelosa del rapporto che c'è tra Will e Natalie.

## Il dramma di una madre

### Trama
Rhodes cerca di salvare una madre che è determinata ad aiutare la figlia a sconfiggere il cancro. Il dottor Charles chiede a Reese di fare una valutazione psichiatrica della figlia. Robyn non è affatto entusiasta, ma ha l'appoggio di Connor. Il Dottor Charles dovrebbe starne fuori visto che non è lui il dottore che cura sua figlia, ma in realtà si intromette spesso e cerca di controllare in segreto dal computer del suo ufficio i referti di sua figlia, ma Reese e la Goddwin se ne accorgono. Però Charles va a casa della figlia e scopre che è piena di trappole per topi, non è guarita come Robyn dice e questo fa sì che il padre decida di tenerla obbligatoriamente nel reparto di psichiatria. Halstead e Manning passano più tempo insieme al lavoro, Nina è sempre più gelosa di Natalie e si comincia a comportare da gelosa. Will cerca di parlarci, ma Nina non lo vuole ascoltare. Anche Natalie dice a Will che ha la sensazione che tra loro due ci sia un feeling speciale.

## Farfalle bianche

### Trama
Rhodes si scontra con il dottor Charles e la dottoressa Reese sul trattamento che dovrà seguire Robyn. Connor, alla fine, tramite avvocati riesce a far uscire Robyn dall'istituto. Il problema è che durante la notte, Robyn dà in escandescenza e la devono di nuovo portare al Chicago Med. Qui il dottor Charles attacca subito Connor dandogli la colpa per non averlo ascoltato precedentemente. Manning chiede aiuto al detective Jay Halstead per un caso che sta trattando, una ragazza di 13 anni è stata violentata. Goodwin aiuta un amico in difficoltà. Gary, un uomo affetto da SLA, in seguito a una brutta caduta, ha un’emorragia cerebrale che andrebbe operata immediatamente. Ethan e April insistono, ma l’uomo vuole morire. Per una divergenza di opinioni sempre su Gary Ethan e April si avvicinano sempre di più, alla sera sul terrazzo dell'ospedale quando sono soli, il Dottor Choi cerca di baciarla, ma April si ritira e se ne va. Noah, il fratello di April viene scelto per fare l’internato al Med, in medicina d'urgenza, mentre Jeff lascerà l’ospedale e andrà a fare l'internato a Honolulu, perché la vicinanza con Natalie gli è troppo dolorosa. Intanto Natalie ha deciso di fare un cambiamento deciso ai capelli e Will rimane senza parole.

## L'amore fa male

### Trama
La situazione di Robyn si complica e Reese decide di seguire un approccio diverso per curarla, ma sarà il Dottor Charles, suo padre a scoprire con un esame quello che ha realmente sua figlia: ha un piccolo tumore al cuore che arriva fino al cervello ed è questa è la causa dei suoi sintomi psichiatrici. Alla fine sarà il dottor Latham a operare Robyn e l'operazione va bene. Rhodes conosce la nuova specializzanda in cardiochirurgia, la dottoressa Bekker, la cui prima impressione non è delle migliori, lei infatti, è molto competitiva e con la puzza sotto il naso. Tra Ethan e April continuano ad esserci delle tensioni riguardante la sera prima, lui tenta di scusarsi , ma lei continua a allontanarsi. Noah, ha capito tutto e le dice di lasciarsi andare, di riprovare ad amare. Halstead e la Manning si uniscono per curare un rifugiato siriano. Noah organizza la sua festa di laurea e invita tutti quelli del suo reparto. Will capisce di essere ancora innamorato di Natalie e lascia Nina dicendole che non riesce a scordare Natalie e non può continuare a stare con lei. Nina non la prende bene, comincia a piangere e vuole subito che lui porti via le sue cose da casa sua. Alla festa di Noah c’è praticamente tutto l’ospedale e mentre medici e infermiere si divertono, Will sembra fare un passo avanti verso Natalie, Noah continua a corteggiare Sarah e April e Ethan finalmente si baciano. Nel frattempo in ospedale, il dottor Charles decide di andare finalmente a casa siccome Robin iniziava a stare meglio, fuori dall’ospedale però, incontra il suo paziente insistente che in un impeto di rabbia gli spara e si toglie la vita subito dopo. Cosa ne sarà del nostro bravo psichiatra?